# Allée couverte du Bonnet-Rouge
L' allée couverte du Bonnet-Rouge est située à Plélauff dans le département français des Côtes-d'Armor.

## Description
L'allée couverte mesure 16 m de longueur, 1,40 m de largeur en moyenne et entre 1,20 m et 1,40 m de hauteur. Tous les orthostates sont en schiste ardoisier. Ils sont inclinés vers l'intérieur de la chambre. Le sol est recouvert de petites dalles.